# Daniel-André Tande
Daniel-André Tande (Narvik, 24 januari 1994) is een Noors schansspringer.

## Carrière
Tande maakte zijn debuut in de wereldbeker in het seizoen 2013/2014. Bij zijn eerste wereldbekerwedstrijd in Bad Mitterndorf werd hij 31e. Op 25 november 2015 behaalde Daniel-André zijn eerste overwinning in een wereldbekerwedstrijd met winst in Klingenthal.
Tande kon zich kwalificeren voor de 2018 in Pyeongchang. Tande eindigde 4e op de grote schans en 6e op de normale schans. Samen met Andreas Stjernen, Johann André Forfang en Robert Johansson werd Tande Olympisch kampioen in de landenwedstrijd.

## Resultaten

### Olympische Winterspelen
| Jaar | Plaats      | Resultaten                                            |
| ---- | ----------- | ----------------------------------------------------- |
| 2018 | Pyeongchang | 6e Normale schans · 4e Grote schans · Landenwedstrijd |

### Wereldkampioenschappen schansspringen
| Jaar | Plaats | Resultaten      |
| ---- | ------ | --------------- |
| 2017 | Lahti  | Landenwedstrijd |

### Wereldkampioenschappen skivliegen
| Jaar | Plaats          | Resultaten                                  |
| ---- | --------------- | ------------------------------------------- |
| 2016 | Bad Mitterndorf | 18e Individuele wedstrijd · Landenwedstrijd |
| 2018 | Oberstdorf      | HS235 · Team HS235                          |

### Wereldbeker
Eindklasseringen
| Seizoen   | Algm  | SV  | 4S    | RAW |
| --------- | ----- | --- | ----- | --- |
| 2013/2014 | 64e   | 22e | -     |     |
| 2014/2015 | 45e   | 42e | 40e   |     |
| 2015/2016 | 7e    | 9e  | 24e   |     |
| 2016/2017 | Brons | 11e | Brons | 19e |
| 2017/2018 | Brons | 5e  | 8e    | 5e  |
| 2018/2019 | 35e   | 16e | 37e   | -   |
| 2019/2020 | 9e    | 14e | 24e   | 18e |

Wereldbekerzeges
| Datum            | Plaats                 | Schans      |
| Individueel      | Individueel            | Individueel |
| ---------------- | ---------------------- | ----------- |
| 22 november 2015 | Klingenthal            | HS140       |
| 1 januari 2017   | Garmisch-Partenkirchen | HS140       |
| 4 januari 2017   | Innsbruck              | HS130       |
| 3 februari 2018  | Willingen              | HS145       |
| 11 maart 2018    | Oslo                   | HS134       |
| 24 november 2019 | Wisła                  | HS134       |
| 30 november 2019 | Kuusamo                | HS142       |
| Team             |                        |             |
| 23 januari 2016  | Zakopane               | HS127       |
| 22 februari 2016 | Kuopio                 | HS134       |
| 19 maart 2016    | Planica                | HS134       |
| 18 maart 2017    | Vikersund              | HS225       |
| 18 november 2017 | Wisła                  | HS134       |
| 25 november 2017 | Kuusamo                | HS142       |
| 9 december 2017  | Titisee-Neustadt       | HS142       |
| 10 maart 2018    | Oslo                   | HS134       |
| 24 maart 2018    | Planica                | HS240       |
| 7 maart 2020     | Oslo                   | HS134       |

### Grand-Prix
Eindklasseringen
| Jaar | Plaats |
| ---- | ------ |
| 2014 | 10e    |
| 2015 | 79e    |
| 2016 | 19e    |
| 2017 | 19e    |